# Fatshark
Fatshark is een onafhankelijke computerspelontwikkelaar, gevestigd in Stockholm, Zweden. De organisatie werkte in het verleden mee aan de ontwikkeling van een reeks AAA-computerspellen voor pc en consoles (met name voor Playstation 3 en Xbox 360), zoals de spellen Bionic Commando Rearmed 2 en Lead and Gold: Gangs of the Wild West.
De studio van de organisatie ontwikkelt tegenwoordig ook eigen spellen.

## Spellen
- 2010: Lead and Gold: Gangs of the Wild West - PlayStation Network & Steam
- 2011: Bionic Commando Rearmed 2 -  PlayStation Network & Xbox Live Arcade
- 2011: Hamilton's Great Adventure -  PlayStation Network, Android & Steam
- 2012: Krater - Steam
- 2012: War of the Roses - Steam
- 2014: War of the Vikings - Steam